# Шудзялово (гміна)
Гміна Шудзялово (пол. Gmina Szudziałowo) — сільська гміна у східній Польщі. Належить до Сокульського повіту Підляського воєводства.
Станом на 31 грудня 2011 у гміні проживало 3257 осіб.

## Територія
Згідно з даними за 2007 рік площа гміни становила 301.64 км², у тому числі:
- орні землі: 48.00%
- ліси: 46.00%

Таким чином, площа гміни становить 14.68% площі повіту.

## Населення
Станом на 31 грудня 2011:
| Опис     | Загалом | Загалом | Чоловіки | Чоловіки | Жінки | Жінки |
| -------- | ------- | ------- | -------- | -------- | ----- | ----- |
| одиниця  | осіб    | %       | осіб     | %        | осіб  | %     |
| все      | 3257    | 100     | 1640     | 50.35    | 1617  | 49.65 |
| міське   | 0       | 100     | 0        |          | 0     |       |
| сільське | 3257    | 100     | 1640     | 50.35    | 1617  | 49.65 |

## Сусідні гміни
Гміна Шудзялово межує з такими гмінами: Грудек, Кринкі, Сокулка, Супрасль.